# Pergine Valdarno
Pergine Valdarno település Olaszországban, Toszkána régióban, Arezzo megyében. Lakosainak száma 3128 fő (2018. január 1.). Pergine Valdarno Bucine, Civitella in Val di Chiana, Laterina, Terranuova Bracciolini és Montevarchi községekkel határos.

## Népesség
A település lakossága az elmúlt években az alábbi módon változott:

| 2017 | 3 119 |
| 2018 | 3 128 |